# São Miguel (Lisboa)
São Miguel é uma parte da cidade e antiga freguesia portuguesa do concelho de Lisboa, com 0,05 km² de área e 1 531 habitantes (2011). Densidade: 30 620 hab/km².
Com a designação inicial de São Miguel de Alfama, era uma das freguesias mais antigas da cidade, provavelmente com origem que remonta à própria reconquista, em 1147, situando-se no bairro histórico de Alfama.
Era também a freguesia de Lisboa (e de Portugal) com menor extensão territorial (a segunda sendo a freguesia do Castelo).
Como consequência de uma reorganização administrativa, oficializada a 8 de novembro de 2012 e que entrou em vigor após as eleições autárquicas de 2013, foi determinada a extinção da freguesia, passando o seu território a integrar a nova freguesia de Santa Maria Maior.
Tendo em conta a extinção, para além de S. Miguel, de outras 8 pequenas freguesias lisboetas, a freguesia portuguesa com menor extensão territorial passou a ser São Bartolomeu, no concelho de Borba.

## População
★ No censo de 1864 pertencia ao Bairro de Alfama. Os seus limites foram fixados pelo decreto-lei nº 42.142, de 07/02/1959, alterados posteriormente pelo decreto-lei nº 42.751, de 22/12/1959

| Nº de habitantes | Nº de habitantes | Nº de habitantes | Nº de habitantes | Nº de habitantes | Nº de habitantes | Nº de habitantes | Nº de habitantes | Nº de habitantes | Nº de habitantes | Nº de habitantes | Nº de habitantes | Nº de habitantes | Nº de habitantes | Nº de habitantes | Nº de habitantes |
| ---------------- | ---------------- | ---------------- | ---------------- | ---------------- | ---------------- | ---------------- | ---------------- | ---------------- | ---------------- | ---------------- | ---------------- | ---------------- | ---------------- | ---------------- | ---------------- |
| 1864             | 1878             | 1890             | 1900             | 1911             | 1920             | 1930             | 1940             | 1950             | 1960             | 1970             | 1981             | 1991             | 2001             | 2011             |                  |
| 2256             | 2834             | 3299             | 3274             | 3694             | 3808             | 3457             | 3594             | 3550             | 5614             | 3878             | 3522             | 2613             | 1777             | 1531             |                  |
|                  | +26%             | +16%             | -1%              | +13%             | +3%              | -9%              | +4%              | -1%              | +58%             | -31%             | -9%              | -26%             | -32%             | -14%             |                  |

|     | 0-14 anos  | 15-24 anos | 25-64 anos | 65 e + anos |
| Hab | 232 \| 132 | 218 \| 112 | 864 \| 853 | 463 \| 434  |
| Var | -43%       | -49%       | -1%        | -6%         |

## Património
- Igreja de São Miguel ou Igreja de São Miguel de Alfama
- Igreja de Santa Luzia
- Chafariz de Dentro

## Arruamentos
A freguesia de São Miguel continha 48 arruamentos. Eram eles:
| - Arco do Rosário - Beco da Bicha - Beco da Cardosa - Beco da Corvinha - Beco da Formosa - Beco das Barrelas - Beco das Canas - Beco das Cruzes - Beco de Santa Helena - Beco de São Miguel - Beco do Almotacé - Beco do Azinhal - Beco do Forno da Galé - Beco do Garcês - Beco do Guedes - Beco do Mexias | - Beco do Pocinho - Beco dos Cativos - Beco dos Cortumes - Calçadinha da Figueira - Calçadinha de São Miguel - Escadinhas de São Miguel - Escadinhas do Terreiro do Trigo - Largo das Alcaçarias - Largo das Portas do Sol - Largo de Santa Luzia - Largo de São Miguel - Largo de São Rafael - Largo do Chafariz de Dentro - Largo do Salvador - Largo Terreiro do Trigo - Pátio da Cruz | - Rua da Adiça - Rua da Galé - Rua da Judiaria - Rua da Regueira - Rua das Escolas Gerais - Rua de Castelo Picão - Rua de São João da Praça - Rua de São Miguel - Rua de São Pedro - Rua do Limoeiro - Rua do Salvador - Rua do Terreiro do Trigo - Rua Norberto de Araújo - Travessa de São Miguel - Travessa de São Tomé - Travessa do Terreiro do Trigo |

Existem ainda, nos limites da antiga freguesia, outros 4 arruamentos reconhecidos pela Câmara, mas não geridos directamente por esta:
- Beco da Bica
- Pátio das Canas (Beco das Canas, 4)
- Pátio do Prior (Beco da Formosa, 11)
- Pátio Senhora da Murça (Beco do Guedes)